# Барицентричні координати
Барицентричні координати — координати точки {\displaystyle n}-вимірного афінного простору {\displaystyle A^{n}}, віднесені до деякої фіксованої системи з {\displaystyle (n+1)}-ї точки {\displaystyle p_{0},\;p_{1},\;\ldots ,\;p_{n}}, що належать {\displaystyle (n-1)}-вимірному підпросторі. Барицентричні координати введені Мебіусом 1827 році.
Нехай {\displaystyle z} є довільна точка в {\displaystyle A^{n}}. Кожна точка {\displaystyle x\in A^{n}} може бути єдиним чином визначена у вигляді суми (афінної комбінації)
{\displaystyle x=z+\alpha _{1}\cdot {\vec {zp}}_{1}+\alpha _{2}\cdot {\vec {zp}}_{2}+\ldots +\alpha _{n}\cdot {\vec {zp}}_{n},}
де {\displaystyle \alpha _{1},\;\alpha _{2},\;\ldots ,\;\alpha _{n}} — дійсні числа, що задовольняють умові
{\displaystyle \alpha _{1}+\alpha _{2}+\ldots +\alpha _{n}=1.}
Числа {\displaystyle \alpha _{1},\;\alpha _{2},\;\ldots ,\;\alpha _{n}} називаються барицентричними координатами точки {\displaystyle x}. Легко бачити, що барицентричні координати не залежать від вибору {\displaystyle z}.
Точка {\displaystyle x}, є центром тяжіння мас {\displaystyle \alpha _{1},\;\alpha _{2},\;\ldots ,\;\alpha _{n}}, розташованих в точках {\displaystyle p_{1},\;p_{2},\;\ldots ,\;p_{n}}.

## Властивості
- Барицентричні координати є афінними інваріантами тобто не змінюються при афінних перетвореннях.
- Барицентричні координати точок симплекса з вершинами в {\displaystyle p_{1},\;p_{2},\;\ldots ,\;p_{n}}невід'ємні та їх сума дорівнює одиниці.
- Перетворення на нуль барицентричної координати {\displaystyle \alpha _{i}} рівносильно тому, що точка лежить на гіперплощині, що містить грань симплекса, протилежну вершині {\displaystyle p_{i}}.

## Узагальнені барицентричні координати
Барицентричні координати (a1, ..., an) які визначено щодо політопа замість симплекса називаються узагальнені барицентричні координати. Для них, все ще мусить виконуватись рівняння
{\displaystyle (a_{1}+\cdots +a_{n})p=a_{1}x_{1}+\cdots +a_{n}x_{n},}
де x1, ..., xn це вершини заданого політопа. Отже,означення формально те саме, але тоді як симплекс з n вершинами має бути в просторі вимірності не менш ніж n-1, політоп можна вкласти у векторний простір з меншою вимірністю. Найпростіший приклад це чотирикутник на площині. Як наслідок, навіть нормалізовані узагальнені барицентричні координати (тобто коли коефіцієнтів дорівнює 1) не завжди унікально визначені, тоді як нормалізовані барицентричні координати щодо симплекса завжди.

### Застосування
Узагальнені барицентричні координати застосовуються в комп'ютерній графіці, конкретніше в геометричному моделюванні. Часто, тривимірну модель можна апроксимувати багатогранником так, що барицентричні координати щодо цього багатогранника мають геометричний сенс. Таким чином, оброблення моделі можна спростити використовуючи ці змістовні координати.